# 강진 사문안 석조상
강진 사문안 석조상(康津 寺門안 石彫像)은 대한민국 전라남도 강진군 작천면 갈동리에 있는 석상이다. 1992년 3월 9일 전라남도의 문화재자료 제187호로 지정되었다.

## 개요
면동마을 길가에 자리하고 있는 높이 122cm의 석상이다.
전체적인 형태는 큼지막한 둥근받침 위로 4각의 석상이 놓여 있는 모습이다. 둥근받침은 네 조각의 돌이 이어 있으며 가운데가 4각으로 파여 그 곳에 석상을 고정시켜 놓았다. 자연석을 그대로 사용한 석상은 앞면과 양 옆면을 약간 다듬었을 뿐 뒷면은 자연석 그대로이다. 받침은 윗면에 8판의 연꽃무늬를 새겨 넣었고, 석상에는 앞과 옆면에 13개의 다양한 상들을 조각하였다. 머리에 뿔이 있거나, 강하게 부각시킨 이목구비, 방망이를 든 도깨비 등 주로 도깨비 얼굴의 모습을 하고 있는데, 이는 악귀를 물리치는 얼굴 형상이다.
원래 사문안이라는 마을 앞 야산에 있던 것을 1943년 지금의 자리로 옮겨 온 것으로, 사문안은 사찰지역이라는 의미이다. 석상의 기능이 불교적 요소와 관련된 것으로 짐작되며 또한 도깨비에 대한 민간신앙 요소와도 복합되어 있어 두 문화의 결합을 보이는 흥미로운 유형물이라 할 수 있다.

## 참고 문헌
- 강진사문안석조상 - 국가유산청 국가유산포털